# Albert Van den Berg (résistant)
Pour les articles homonymes, voir Albert Van den Berg et Van den Berg.
Max-Albert Van den Berg, appelé également Albert Van den Berg, né à Liège le 10 mai 1890, est un docteur en droit, licencié en notariat et avocat à la cour d'appel de Liège, et résistant durant la Seconde Guerre mondiale. Arrêté par la Gestapo en 1943, il mourut en captivité, en  avril 1945 au camp de concentration de Neuengamme près de Hambourg.
Max-Albert Van den Berg était notamment connu pour avoir aidé 400 enfants juifs à échapper aux forces de l'occupation allemande avec son beau-frère et sa sœur. Il a reçu, en 1995, le titre de Juste parmi les nations par l'institut Yad Vashem.

## Biographie
Max-Albert Van den Berg est un invalide de guerre de la Première Guerre mondiale qu'il termine avec le grade de capitaine, il est décoré de la croix du Feu.
Il est directeur des colonies scolaires catholiques de la province de Liège.
Lors de la Seconde Guerre, il prend activement part à un réseau catholique liégeois dont le principal objectif était de soustraire un maximum d'enfants juifs à la tyrannie allemande. Il aide ainsi l'évêque de Liège, Louis-Joseph Kerkhofs à placer 300 enfants juifs à Banneux. Au printemps 1943, sur dénonciation, il est arrêté en compagnie d'un autre résistant, son secrétaire, Pierre Coune. Jugé, il est défendu par le bâtonnier Musch du barreau de Liège qui argue que ce n'est pas un crime aux yeux de la législation allemande que de tenter de sauver des enfants juifs. Il est alors condamné à cinq années de réclusion pour s'être livré à un trafic de fausses cartes d'identité. Il est incarcéré à Sainte-Barbe, annexe de Saint-Léonard. La Gestapo obtient alors son transfert vers la prison de Huy, puis à Vught, aux Pays-Bas. Le 1er mars 1944, il est transféré à Neuengamme. Lors de son départ, il fit passer l'un de ses messages favoris depuis le wagon qui l'emmenait en Allemagne : La vie est belle ! Max-Albert Van den Berg ne revint jamais de captivité. Il est mort en 1945, alors qu'il assistait un camarade souffrant. Les circonstances de sa mort n'ont pas été établies avec certitude, peut-être est-il mort du typhus ou dans un incendie d'un bateau-prison. Le réseau liégeois poursuivit néanmoins son activité après son arrestation grâce, notamment, à Georges Fonsny,.

## Hommages
- Croix du Feu, 1918.

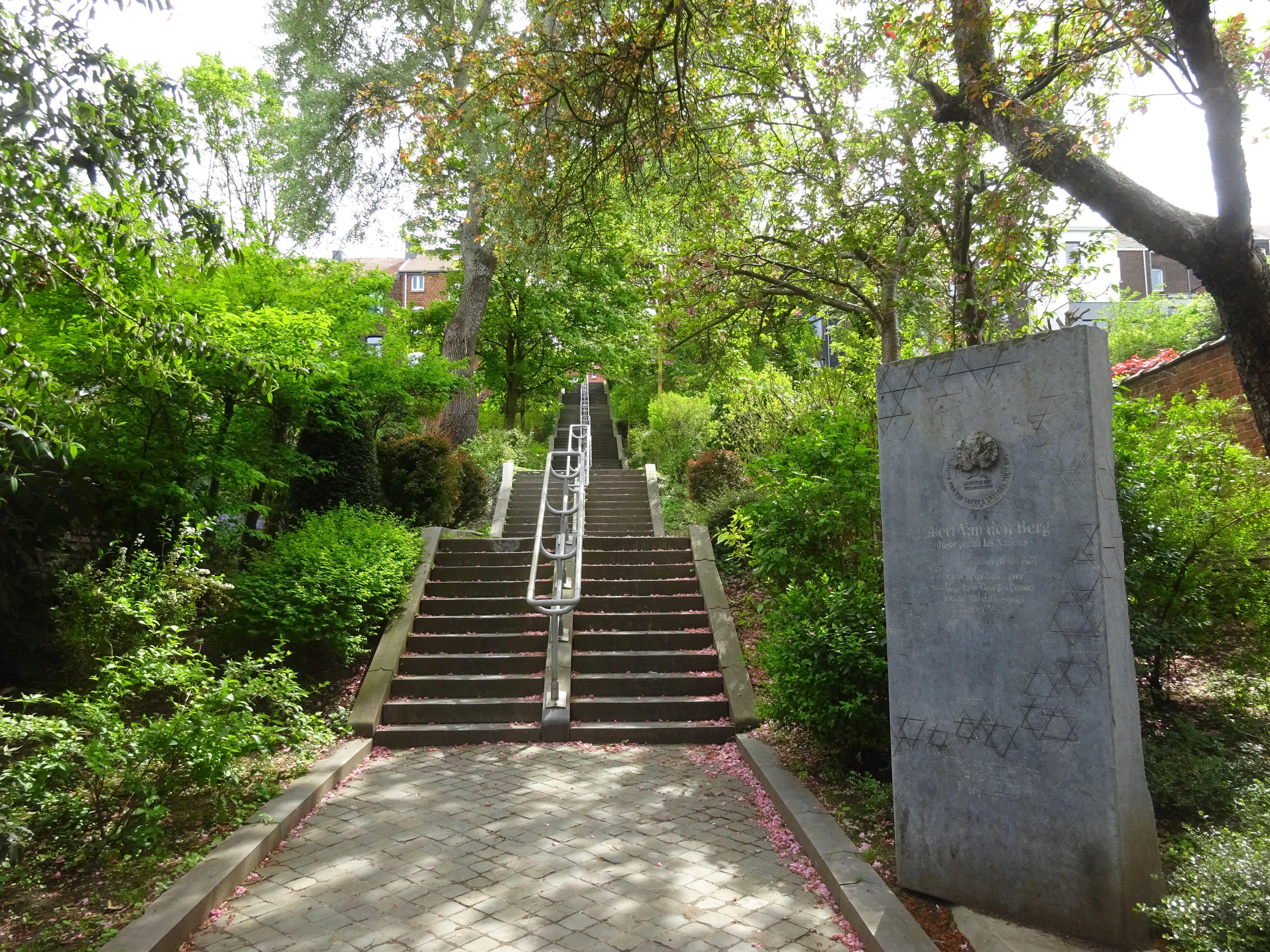
Le passage Albert Van den Berg au Laveu à Liège

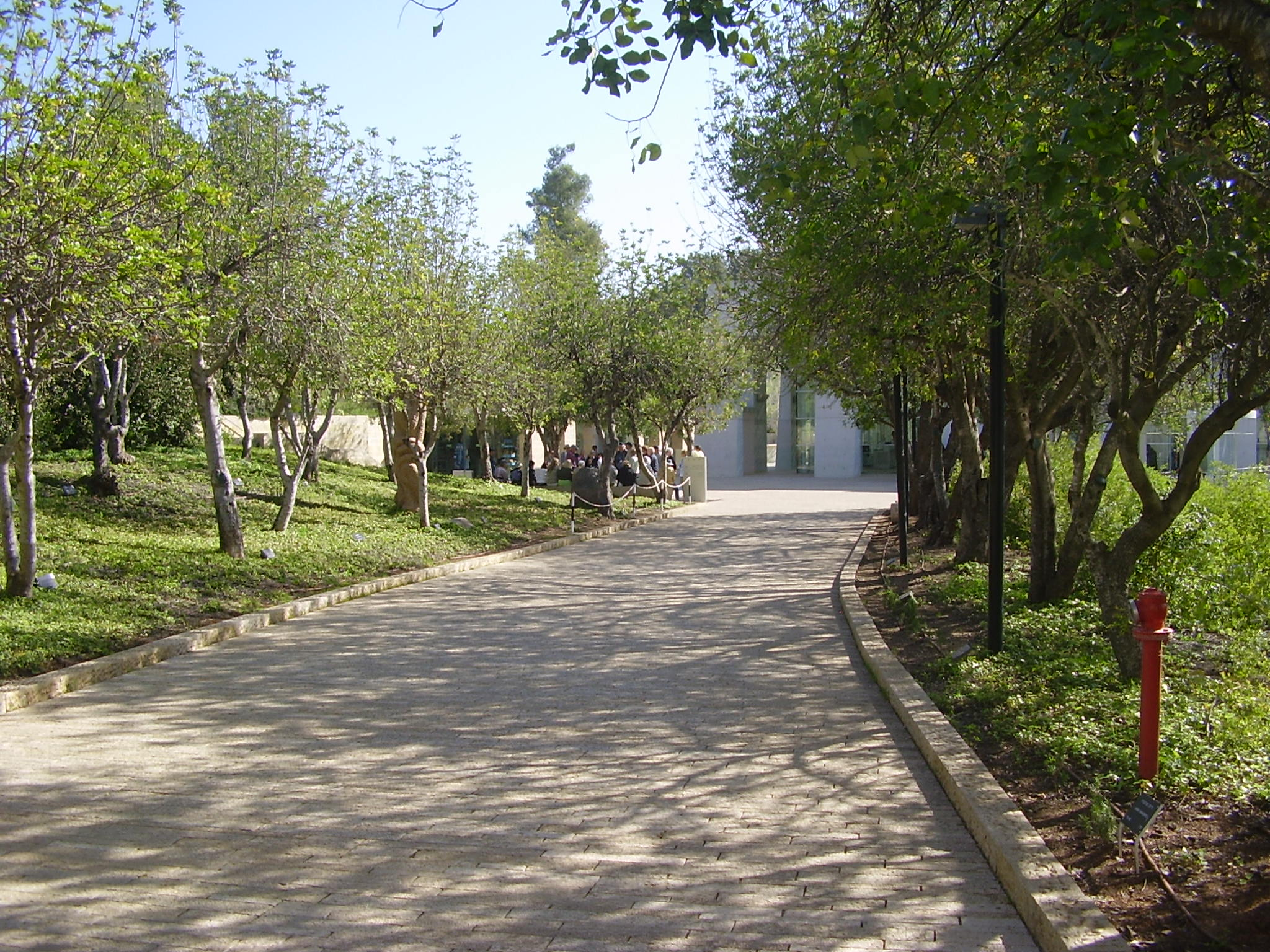
L'avenue des Justes parmi les Nations - Yad Vashem - Israël

- Stèle érigée à Banneux sur la route de Louveigne à Pepinster, 1960[2].
- Juste parmi les nations, 1995.
- Un escalier de la ville de Liège a été construit en son honneur (le passage Albert Van den Berg) et une stèle a été érigée le 22 novembre 2010 dans le quartier du Laveu de Liège[6].

### Sources
- Maxime Steinberg, Un pays occupé et ses juifs : Belgique entre France et Pays-Bas, éd. Quorum, 26 février 1999, 314 p. (ISBN 978-2-87399014-5, lire en ligne)
- Maxime Steinberg, La Persécution des Juifs en Belgique : (1940-1945), éd. Complexe, coll. « Questions à l'Histoire », 2 novembre 2004, 316 p. (ISBN 978-2-80480026-0)
- Lily Portugaels, « Il a sauvé plus de 400 enfants juifs : L’avocat Max-Albert Van den Berg vient d'être honoré par la Ville. », La Libre Belgique,‎ 29 novembre 2010 (lire en ligne)
- Thierry de Gyns, « Max-Albert Van den Berg, un saint et un héros », Bulletin de l'Église de Liège,‎ mai 2011, p. 18-19 (lire en ligne)
- Léon Papeleux, « Le réseau Van den Berg qui sauva des centaines de juifs », La Vie Wallonne, vol. 55,‎ 1981